# Raión de Bilokurakyne
Raión de Bilokurakyne (en ucraniano: Білокуракинський район) es un antiguo raión o distrito de Ucrania en el óblast de Lugansk. La capital fue la ciudad de Bilokurakyne. 
Comprende una superficie de 1436 km².

## Demografía
Según estimación 2010 contaba con una población total de 22500 habitantes.

## Otros datos
El código KOATUU es 4420900000. El código postal 92200 y el prefijo telefónico +380 6462.